# Poa annua
La poa anual, pastito de invierno o bayo (Poa annua), es una especie herbácea y anual, perteneciente a la familia de los pastos y cereales (Gramíneas o Poáceas). Es una especie de distribución cosmopolita, de climas templados.  Es una maleza común, tanto de cultivos como de canchas de golf. Pero también es usada como alimento para el ganado. 

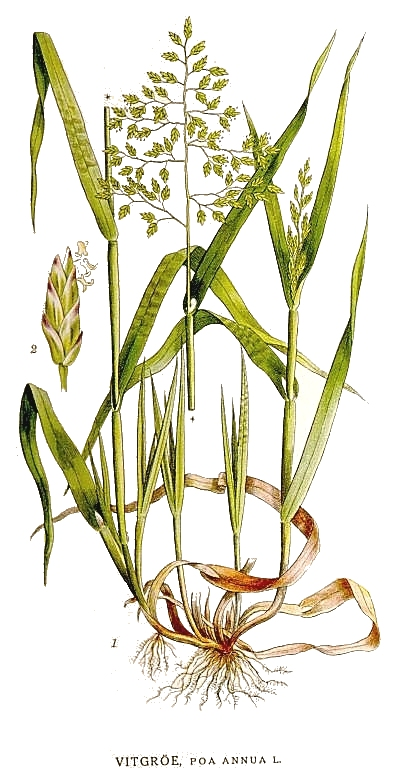
Ilustración

## Descripción
Su altura no es mayor de 5 a 30 cm. Las hojas presentan una  lígula membranosa y prefoliación plegada. La inflorescencia es una panoja laxa. Las espiguillas presentan de 2 a 6 flores, siendo las glumas más cortas que las flores inferiores.

## Taxonomía
Poa annua fue descrita por Carolus Linnaeus y publicado en Species Plantarum 1: 68. 1753.
Citología
Número de cromosomas de Poa annua (Fam. Gramineae) y táxones infraespecíficos: n=14
Etimología
Poa: nombre genérico derivado del griego poa = (hierba, sobre todo como forraje).
annua: epíteto latino que significa "anual, caducifolio".
Sinonimia
- Aira pumila Pursh
- Catabrosa pumila Roem. & Schult.
- Ochlopoa annua (L.) H.Scholz
- Poa aestivalis J.Presl
- Poa algida Trin.
- Poa bipollicaris Hochst.
- Poa hansiana Nees
- Poa hohenackeri Trin.
- Poa humilis Lej.
- Poa meyenii Nees & Meyen
- Poa ovalis Tineo
- Poa puberula Steud.
- Poa royleana Nees ex Steud.
- Poa variegata Haller f.[4]

## Nombre común
- Castellano: espiguilla, espiguillas, hierba de punta, pelosa, pluma rizá, poa, poa anual, yeba de punta,[5] bayo.